# Aspall
Aspall ist ein englischer Cider- und Essig-Produzent mit Sitz in Debenham, Suffolk, knapp 150 km nordöstlich von London. Benannt wurde das Unternehmen nach dem gleichnamigen Landsitz. Aspall kann auf eine knapp 300-jährige Firmengeschichte zurückblicken: 1725 begann Clement Chevallier in Aspall mit der Herstellung von Cider, das Jahr 1728 gilt als offizielles Gründungsdatum der Firma („Est. 1728“). Anfang 2018 wurde das Familienunternehmen vom US-amerikanischen Getränkekonzern Molson Coors übernommen. Unter Cider-Kennern genießt Aspall ein hohes Renommee, das Unternehmen erhielt zahlreiche Preise, u. a. den Titel „World’s best Cider 2008“, vergeben vom Beers of the World Magazine.

## Familiengeschichte

Herbert Kitchener, 1. Earl Kitchener und 1. Baron of Aspall

Die ersten Urkunden, in denen die Chevalliers namentlich erwähnt werden, stammen aus dem 12. Jahrhundert. Laut Firmenangaben lässt sich die Familie bis zu Rollo zurückverfolgen, dem ersten Herzog der Normandie, und somit auch auf Wilhelm der Eroberer. Den Namen Chevallier, was so viel wie berittener Krieger bedeutet, erwarb sich die Familie während der Zeit der Kreuzzüge. Der Scimitar im Familienwappen hat seinen Ursprung in jener Epoche. Bevor die Familie nach Aspall Hall umsiedelte, befand sich der Familiensitz gut 300 Jahre auf der Kanalinsel Jersey.
Familienmitglieder in Auswahl:
1. Temple Chevallier-Stowe (1674–1722): erwarb 1702 Aspall Hall von der Familie Brooke, zusammen mit 300 Morgen Land. Da er keine direkten Nachkommen hinterließ, ging das Erbe an seinen Cousin Clement Chevallier.
2. Clement Chevallier (1697–1762): stammte ursprünglich aus Saint Helier, Jersey, gründete Aspall Cider 1728. Clement Chevallier ließ in den darauffolgenden Jahren in größerem Maßstab Apfelbäume in Aspall anpflanzen, die von Jersey importiert wurden.
3. Rev. John Chevallier (1774–1846): verheiratet in erster Ehe mit Lady Caroline Hepburn of Wisbech (1776–1815), in zweiter Ehe mit Emily Blomfield Syer, in dritter Ehe mit Elizabeth Cole of Bury St Edmunds. Aus dieser letzten Ehe ging Frances Anne hervor, die Mutter von Horatio Herbert Kitchener, 1. Earl Kitchener and Baron of Aspall.
4. Temple Chevallier (1794–1873): Professor für Mathematik und Astronomie an der University of Durham. Trieb dort maßgeblich die Errichtung eines Observatoriums voran. Nach ihm wurde ein Mondkrater benannt, der „Chevallier“.
5. Lady Caroline Ellen Alice Chevallier-Boutell (1843–1882): Großmutter von Cameron Cobbold, 1. Baron Cobbold. Cobbold war von 1949 bis 1961 Gouverneur der Bank of England und hatte von 1963 bis 1971 das Amt des Lord Chamberlain inne.

## Firmen-Inhaber seit 1900
1. John Barrington („JB“) Chevallier (1857–1940): ein Cousin Herbert Kitcheners, exportierte Aspall Cider bis nach Indien und führte die Schreibweise „Cyder“ ein.
2. Perronelle Guild (Née Chevallier) (1902–2004): Tochter von John Barrington, leitete das Unternehmen über 40 Jahre, unter anderem während des Zweiten Weltkriegs. War 1946 Gründungsmitglied der britischen Soil Association.[8] Die Soil Association setzt sich unter anderem für die Herstellung von Bio-Lebensmitteln aus ökologischem Anbau ein.
3. John Chevallier (geb. 1933): ließ neben Cider erstmals auch Apfelsaft und Apfelessig (engl. „Cider-Vinegar“) kommerziell produzieren. Übergab das Unternehmen 1993 an seine Söhne:
4. Barry (geb. 1967) und Henry (geb. 1968) Chevallier Guild. Unter ihrer Leitung wurde das Unternehmen 2018 von Molson Coors übernommen.

## Produktion
Aspall Cyder wird nicht aus einer einzigen Apfelsorte hergestellt, sondern aus einem Verschnitt (engl. „Blending“) mehrerer Sorten. Es werden sowohl Tafeläpfel (eher süß) als auch Mostäpfel (säurehaltig, bitter) verwendet. Der Cider wird außerdem mit Kohlensäure und etwas Zucker versetzt.

## Export
Aspall Cyder wird in ganz Großbritannien vertrieben und in folgende Länder exportiert: Vereinigte Staaten, Russland, Japan, Brasilien, Australien, Neuseeland, Österreich und Deutschland.

## Produktpalette
Cider (Sortiment & Auszeichnungen in Auswahl):
- Dry Premier Cru: World’s Best Cider 2008, Best Cider der Quality Drink Awards 2011[12]
- Crisp Draught: Gewinner des Quality Drinks Award 2006
- Classic Organic: Gold-Medaillengewinner der International Cider Challenge 2011[13]
- Perronelle's Blush
- Vintage Imperial
- Harry Sparrow

Essig (in Auswahl):
- Aspall Cyder Vinegar
- Organic Cyder Vinegar
- Apple Balsamic Vinegar
- Apple & Cranberry Balsamic Vinegar
- Golden Malt Vinegar